# Colegiul Tehnic Pontica din Constanța
Colegiul Tehnic „Pontica” este situat în municipiul Constanța, județul Constanța si răspunde nevoilor educaționale și de formare profesională în domeniul agricol, protecția mediului, turism și alimentație, industrie alimentară, comerț-servicii pentru elevii din municipiu, localități din Județul Constanța și localități din județele învecinate.

## Scurt Istoric
Colegiul Tehnic „Pontica” ființează din anul 1952 ca școală profesională zootehnică. 
Unitate școlară cu veche tradiție în pregătirea specialiștilor necesari unei agriculturi într-o continuă transformare și modernizare, școala a suferit de-a lungul anilor o serie de modificări.
- 1952 – școală profesională zootehnică de 2 ani;
- 1954 - școală profesională veterinară de 2 ani;
- 1956 - școală tehnică veterinară de 4 ani;
- 1961 - școală profesională de crescători de animale de 3 ani
- 1963 - școală tehnică veterinară de 4 ani
- 1966 – Liceu Agricol – conform Legii nr. 2/1966 și HCM 1378/1966 a liceelor de specialitate
- 1975 - Liceu Agroindustrial
- 1991 - Grup Școlar Agricol – Ordinul 6440/21.06.1991
- 2007 – Colegiul Tehnic „Pontica” – OM 2110/17.09.07

Zona specifică, preponderent agricolă în care este amplasată școala, a determinat de-a lungul anilor pregătirea unui număr mare de elevi în meserii și specializări solicitate de agricultura și economia locală. 

## Misiunea școlii
Misiunea școlii este orientată spre realizarea egalității șanselor, dar și spre asigurarea calității în formarea unor specialiști cu înalte competențe profesionale conform standardelor europene, care să ofere locuitorilor din Dobrogea oportunități de educație și instruire accesibilă. Colegiul Tehnic Pontica promovează identificarea și dezvoltarea calităților și aptitudinilor fiecărui elev pentru a fi capabil să-și aleagă viitorul cel mai potrivit și să se adapteze unei societăți dinamice.
Din perspectiva dezvoltării durabile, a globalizării educației, a integrării acesteia cu cercetarea și inovarea, Colegiul Tehnic Pontica, respectiv beneficiarii direcți ai sistemului de învațământ, elevii, promovează politicile publice destinate implementării unei noi viziuni asupra educației, formării și dezvoltării având ca dimensiuni principale îmbunătațirea calității și a eficacității sistemului de educație și formare profesională, facilitarea accesului universal la educație și formare, deschiderea sistemului de educație și de formare profesională către spațiul european.

## Oferta educațională 2013-2014
Clasa a IX-a –zi
- tehnician în turism – 1 clasă

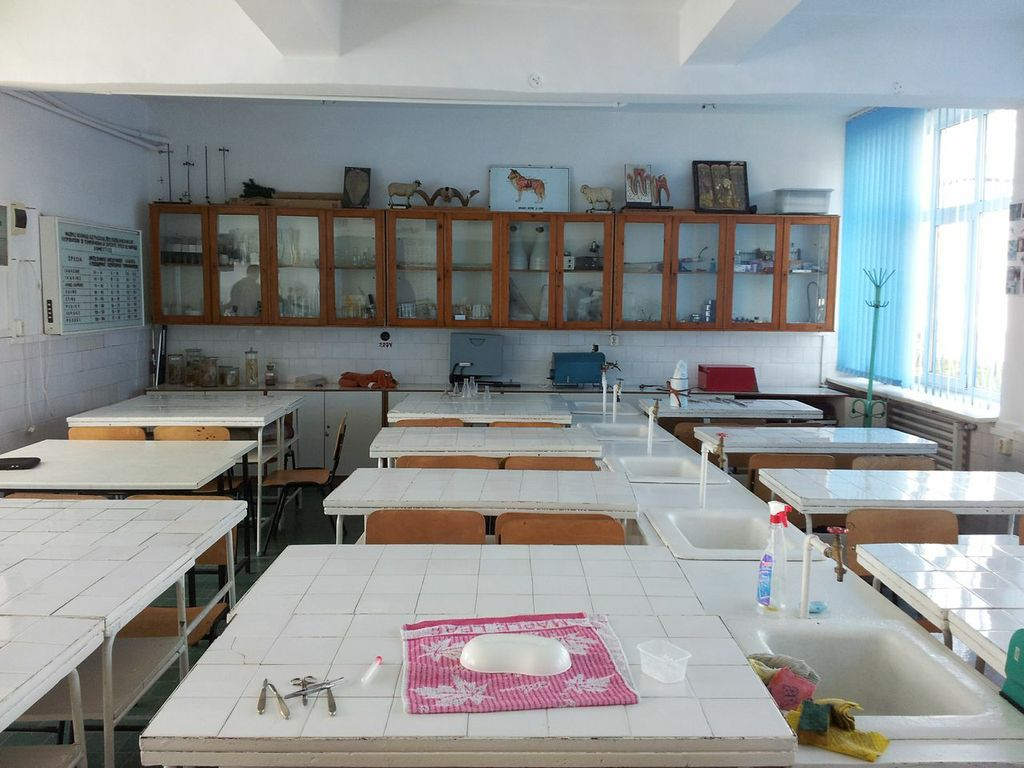
Cabinet veterinar

- tehnician în achiziții și contractări – 1 clasă
- tehnician veterinar – 1 clasă

Clasa a IX-a – frecvență redusă
- științe ale naturii – 1 clasă

Școala postliceală 
- tehnician controlul calității produselor agroalimentare – 1 clasă
- agent vamal – 1 clasă